# Stictoptera antemarginata
Stictoptera antemarginata är en fjärilsart som beskrevs av Saalmüller 1880. Stictoptera antemarginata ingår i släktet Stictoptera och familjen nattflyn. Inga underarter finns listade i Catalogue of Life.